# Adriana Fonseca
Adriana Fonseca, née le 16 mars 1979 à Veracruz, est une actrice mexicaine. Elle est surtout connue pour avoir joué dans plusieurs telenovelas, notamment dans La usurpadora en interprétant le rôle de Veronica Soriano en 1998, celui de Lucy Pérez Romero dans Rosalinda (1999), et celui de  Caridad "Chachi" Montenegro dans Mariana de la Noche en 2003 et plusieurs autres séries hispanophones.

## Biographie
Adriana Fonseca est née à Veracruz au Mexique, le 16 mars 1979. Elle est la fille d'un couple de dentistes, Hugo Fonseca et Guillermina Castellanos. Elle a un frère nommé Hugo et une sœur nommée Jacqueline. Elle a commencé sa carrière d'actrice dans une émission de télévision locale. À l'âge de 16 ans, elle fut acceptée dans un Centre d'Éducation Artistique au Mexique. Elle a gagné la récompense de la compétition "El rostro de El Heraldo de México" en 1997, elle a joué dans le feuilleton La Usurpadora. Elle a obtenu un rôle majeur dans le feuilleton Rosalinda en interprétant la petite sœur de Rosalinda, nommée Lucy.
Elle interprète le rôle de protagoniste dans le feuilleton Amigos Por Siempre aux côtés d'Ernesto LaGuardia. Elle est apparue dans des feuilletons, notamment Gotita de amor et Preciosa.
Elle a ensuite commencé avec René Strickler dans l'épisode 10 du feuilleton Mujer Bonita. 
En 2012, elle obtient un rôle de protagoniste dans la telenovela Corazón valiente comme Angela Valdez aux côtés de José Luis Reséndez.

## Filmographie

### Telenovelas
- 2017-2018 : Interdisez tuer la violence : Ana Cristina
- 2012-2013 : Corazón valiente : Angela Valdez
- 2011 : Divorciemonos Mi Amor : Linda
- 2009-2010 : Las Arpías : Gina
- 2009 : Mujeres Asesinas 2 : Cecilia
- 2007 : Bajo las riendas del amor : Monserrat Linares de Alvarez
- 2005 : Contra viento y marea : Sandra Serrano Rudell
- 2003-2004 : Mariana de la noche : Caridad "Chachi" Montenegro de Guerrero/de Martínez
- 2001 : Atrévete a olvidarme : Andrea Rosales "La Guapa"
- 2001 : Mujer bonita  : Fátima "Charito" Valtierra Merisa / Isabella Serrano Valtierra
- 2000 : Amigos x siempre : Melissa Escobar #1
- 1999 : Rosalinda : Lucía Pérez Romero
- 1998 : Gotita de amor : Paola
- 1998 : Preciosa (en) : Vanessa
- 1998 : La usurpadora : Verónica Soriano
- 1997 : Pueblo chico, Infierno grande : Jovita Ruán (jeune)

### Émissions de télévision
- 2009 : Tiempo final : Pilar
- 2009 : Mujeres asesinas
  - 2009 : Cecilia, prohibida[1] : Cecilia Ruiz "Cecilia, prohibida"[2]
- 2005 : Bailando por un sueño : Concurrente

### Cinéma
- 2017 : California Dreaming : Manuela
- 2014 : FriendZone : Emma
- 2012 : Por tu culpa : Sara
- 2010 : Tu decides
- 2004 : 7 mujeres, 1 homosexual y Carlos : Camila
- 2004 : Por mujeres como tú
- 2003 : La tregua : Laura Avellaneda

### Théâtre
- 2013 : Departamento de soltero
- 2011 : Divorciémonos mi amor : Linda
- 2009-2010 : Las Arpías : Gina
- 2003 : Los tiempos del salón México : Paloma
- 2001 : Aventurera : Elena Tejeros
- 1998 : Mamá nos quita Los novios